# Eric Crees
Eric Crees (* 1952 in London, England) ist erster Posaunist des Royal Opera House in Covent Garden. Er war zuvor 27 Jahre lang erster Posaunist des London Symphony Orchestra (LSO). Er ist ein bekannter Lehrer, Arrangeur und Komponist für Blechbläsermusik.

## Leben
Eric Crees wurde 1952 in London geboren und studierte an der Wandsworth School, wo er im bekannten Knabenchor mitsang und dadurch früh die Gelegenheit bekam, mit vielen professionellen Orchestern und Dirigenten zu musizieren. Mit dieser Schule ist auch Benjamin Britten langjährig verbunden, welcher für Crees einen Solopart in Children's Crusade schrieb.
Noch während seiner Schulzeit erhielt er ein Teilzeit-Stipendium für die Guildhall School of Music and Drama. Danach studierte er Musik an der Universität von Surrey, wo er den 'Joyce Dixey Award' für Komposition gewann. Zur selben Zeit war er auch Mitglied im Philip Jones Brass Ensemble. Nach seinem Studiumsabschluss wurde er 1973 Posaunist im London Symphony Orchestra. Nach sieben Jahren wurde er 1980 erster Posaunist im LSO.
Im Jahr 1991 wurde Crees Lehrer an der Guildhall School of Music and Drama, wo er immer noch tätig ist. Zudem gibt er häufig Meisterkurse auf der ganzen Welt, unter anderem beim National Youth Orchestra of Great Britain, beim Ulster Youth Orchestra sowie beim Pacific Youth Orchestra in Japan.
Eric Crees ist der Leiter und Arrangeur der Royal Opera House Brass Soloists. Zuvor leitete viele Jahre lang London Symphony Orchestra Brass. Mit LSO Brass trat er regelmäßig im Barbican Centre auf und nahm mehrere CDs auf. Viele Arrangements auf diesen CDs stammten von Crees selbst. Die bekanntesten davon sind Leonard Bernsteins Suite aus West Side Story, Aaron Coplands El Salon Mexico und Charles Ives’ Variations on ‘America’. Crees spielte mit LSO Brass zudem für Naxos auf drei CDs die gesamte Instrumentalmusik von Giovanni Gabrieli ein.
Originalkompositionen von Crees sind beispielsweise Silk Street Stomp (geschrieben für die Guildhall School of Music Big Band), Two Antiphonal Fanfares, Frighteners' Gallop für acht Hörner (im Auftrag der British Horn Society), Orage für 16 Posaunen (komponiert für Bone Lab), Processional for PJ für großes Brassensemble in Gedenken an Philip Jones, The Birth of Conchobar (im Auftrag des Ulster Youth Orchestras), Three Sketches from Rackham für Flöte und Harfe, Flourish für Soloposaune sowie Carillons für sechs Harfen.

## Diskographie (Auswahl)
- Alban Bergs Kammerkonzert: LSO mit Claudio Abbado (Sony, 1985)
- Gustav Mahlers Symphonie Nr. 3: LSO mit Tilson Thomas (CBS, 1987)
- American Brass: LSO Brass (Collins Classics, 1991)
- Cathedral Brass: LSO Brass (Collins Classics, 1991)
- Gabrieli Music for Brass, Vol. 1-3: LSO Brass (Naxos, 1995-7)
- London Trombone Sound (Cala, 1995)